# Động đất Lỗ Điện 2014
Ngày 3 tháng 8 năm 2014, một trận động đất đã xảy ra ở huyện Lỗ Điện, địa cấp thị Chiêu Thông, Vân Nam, Trung Quốc với cường độ 6,1 độ Richter, làm chết ít nhất 515 người và làm bị thương 2373 người khác. Cục Khảo sát Địa chất Hoa Kỳ cho biết, trận động đất trên xảy ra khoảng 16 giờ 30 phút giờ Trung Quốc ngày 3/8/2014 với cường độ khoảng 6,1 độ Richter, chấn tiêu ở độ sâu khoảng 10 km.
Chấn tâm được xác định cách khoảng 11 km về phía tây-tây bắc của thị trấn Văn Bình.
Tân Hoa xã dẫn thông tin từ chính quyền địa phương cho biết, 12.000 ngôi nhà đã bị sập đổ và 30.000 bị hư hỏng sau trận động đất này.